# Le Petit Lord Fauntleroy
Pour les articles homonymes, voir Le Petit Lord Fauntleroy (homonymie).
Le Petit Lord Fauntleroy (titre original : Little Lord Fauntleroy) est un roman pour la jeunesse écrit par Frances Hodgson Burnett et publié en 1885 aux États-Unis d'abord sous forme de feuilleton dans le journal St. Nicholas Magazine. Le grand succès du feuilleton mena à sa publication sous forme de livre en 1886. Le roman remporta un tout aussi grand succès, aidé en cela par les illustrations de Reginald Birch. 
Le Petit Lord Fauntleroy marqua également un précédent dans les lois sur le copyright en 1888, quand son auteur gagna un procès pour obtenir les droits sur les adaptations de son œuvre au théâtre. 
En France, le roman fut traduit et publié pour la première fois en 1888 sous le titre Le Petit Lord.

## Synopsis
Cédric, un petit garçon américain, apprend qu'il est le petit-fils et unique héritier d'un comte anglais. Il quitte New York avec sa mère pour aller vivre dans le château de ses ancêtres. Mais son grand-père, le comte de Dorincourt, précise bien que seul le garçon pourra habiter dans le château. Sa mère, « Chérie » (Dearest en anglais), habitera dans une maison séparée, hors du périmètre du château. Chérie est la veuve du fils du comte de Dorincourt, que son père a rejeté pour avoir épousé une roturière, une Américaine de surcroît. Hargneux, méfiant, dur, le vieux comte n'a rappelé l'enfant que parce qu'il est son unique héritier et il pense trouver un gamin mal élevé. Mais le petit lord a été fort bien élevé par sa mère et par un entourage éclectique : un cireur de chaussures et un épicier, tous deux pleins de bon sens. Ainsi, le petit lord a acquis les qualités humaines qui font défaut au comte, et comme il ne se laisse pas impressionner par l'apparente sévérité de son grand-père, le vieil homme, peu à peu, est séduit par l'enfant. Il finit même par accepter de recevoir la mère qui apparaît non comme une intrigante, mais comme une personne de grande qualité. Chérie, dont la présence manquait beaucoup à l'enfant, est finalement admise au château, et le petit lord éprouve une sincère affection pour ce grognon de grand-père qui, au fond, n'est pas méchant.

## Édition française

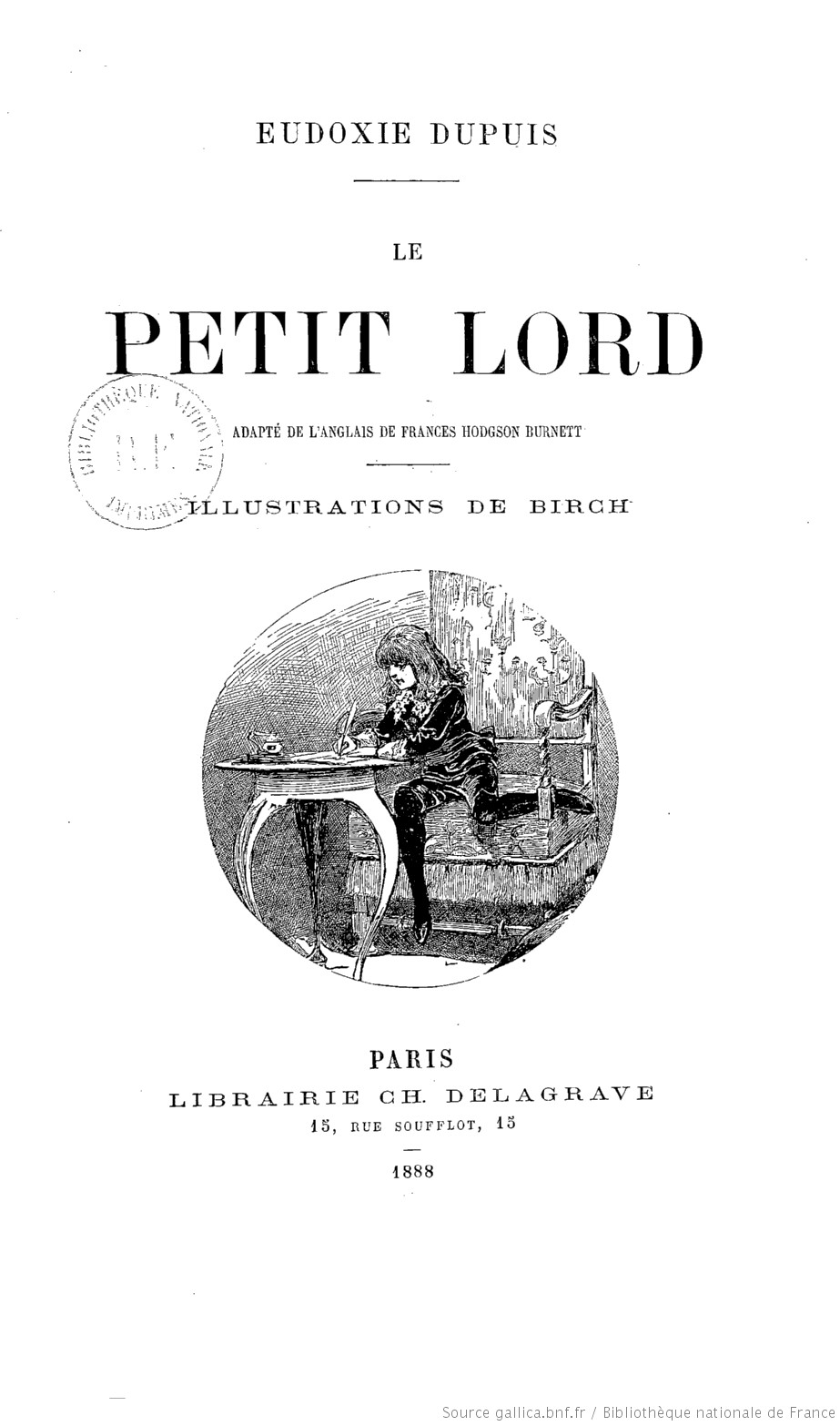
Couverture de Le Petit Lord (1888).

- 1888 : Le Petit Lord  (trad. Eudoxie Dupuis), Paris, C. Delagrave, 299 p.[1].

## Adaptations
Cinéma
- 1914 : Le Petit Lord Fauntleroy
- 1921 : Le Petit Lord Fauntleroy avec Mary Pickford
- 1936 : Le Petit Lord Fauntleroy avec Freddie Bartholomew
- 1974 : Le Petit Lord Fauntleroy
- 1980 : Le Petit Lord Fauntleroy avec Rick Schroder et Alec Guinness.
- 2003 : Radosti i pechali malen'kogo lorda, version russe réalisée en 2003, inédite en France.
- 2012 : La Petite Lady, téléfilm transformant le héros en héroïne.

Télévision
- 1995 : Le Petit Lord Fauntleroy, mini série anglaise.
- 1988 : Le Petit Lord, dessin animé japonais.

Théâtre
- 1895 : Le Petit Lord, par Jacques Lemaire, Francès Burnett et Schurmann, Paris : Tresse & Stock éditeurs, 115 pages.

## Vidéothèque
Le Petit Lord Fauntleroy, Lobster Films, 2016, Coffret DVD David O. SELZNICK 3 films (A Star Is Born, La Joyeuse suicidée, Le Petit Lord Fauntleroy) + Bonus Courts-Métrages de Ub Iwerks, Stephen Roberts, George Summerville, William Watson, Actualités et bandes-annonces d'époque + Livret.